# مهدی سیدعنایت
مهدی سیدعنایت یک روستا در ایران است که در بخش شعیبیه شهرستان شوشتر استان خوزستان واقع شده‌است.

## جمعیت
این روستا در دهستان شعیبیه شرقی قرار دارد و براساس سرشماری مرکز آمار ایران در سال ۱۳۸۵، جمعیت آن ۴۴۹ نفر (۷۷ خانوار) بوده‌است.